# ハチラジ de Oh! DATE
ハチラジde OH! DATE（はちらじでおぉ！だて）は、2011年10月25日から2013年9月24日までエフエム秋田で放送していた、大館市の地域情報番組である。

## 概要
秋田県大館市の魅力を伝えていた。

## 放送時間
毎週火曜 12:00 - 12:55

## コーナー紹介
- Oh! DATEビューティー部

市内にある理髪店・美容院を紹介。
- ハチラジ! ラーメン部→Oh!DATE 麺’s CLUB

市内にあるラーメン屋を紹介するものだったが、新体制後は、うどん、そばなども紹介していた。
- Oh!date トピックス

市内で行われるイベントなどを紹介していた。
- Oh!date 春爛漫シリーズ

大館市に咲いている桜の名所などを紹介していた。
- 大館ぶらりハチ散歩

大館市にあるふらっと立ち寄りたくなるような施設などを紹介していた。
- Oh!date 昔語り

大館市に伝わる言い伝えを紹介していた。
- Oh!date 元気っ子クラブ

市内で子ども預かっている施設などを紹介。
- 食べるぜ!　Oh!date

市内の飲食店を紹介する。

## 出演者
| 期間       | 期間      | ナビゲーター | ハチラジスタッフ                        |
| ---------- | --------- | ------------ | --------------------------------------- |
| 2011.10.25 | 2012.10.9 | （不在）     | 表周子 武田あかり 木村美緒              |
| 2012.10.23 | 2013.9.24 | 石川文子     | 長谷川真由美 佐々木祐衣 佐藤柚瑠 北村崇 |